# Плутонийгексагаллий
Плутонийгексагаллий — бинарное неорганическое соединение, интерметаллид
плутония и галлия
с формулой Ga6Pu,
кристаллы.

## Получение
- Сплавление стехиометрических количеств чистых веществ:

{\displaystyle {\mathsf {Pu+6Ga\ {\xrightarrow {315^{o}C}}\ Ga_{6}Pu}}}

## Физические свойства
Плутонийгексагаллий образует кристаллы
тетрагональной сингонии,
пространственная группа P 4/nbm,
параметры ячейки a = 0,5942 нм, c = 0,7617 нм, Z = 2

.
При температуре ≈75 °C в кристаллах происходит фазовый переход.
Соединение образуется по перитектической реакции при температуре 315 °C.

## Химические свойства
- Разлагается при нагревании:

{\displaystyle {\mathsf {Ga_{6}Pu\ {\xrightarrow {>315^{o}C}}\ Ga_{4}Pu+2Ga}}}